# Shape of Despair / Before the Rain
Shape of Despair / Before the Rain ist eine Split-EP der finnischen Funeral-Doom-Band Shape of Despair und der portugiesischen Death-Doom-Gruppe Before the Rain.

## Geschichte
Shape of Despair / Before the Rain ist die erste Split-Veröffentlichung beider Bands. Die beiden Stücke wurde von den Gruppen 2010 separat voneinander eingespielt. Shape of Despair spielte eine Coverversion des Stücks Estrella der Band Lycia ein. Before the Rain brachten das bis dahin unveröffentlichte Stück Somewhere Not There ein.
Beteiligt an den Aufnahmen war Jarno Salomaa als Gitarrist und Keyboarder, Tomi Ullgrén als Gitarrist, Natalie Koskinen als Sängerin, Samu Ruotsalainen als Schlagzeuger und Sami Uusitalo als Bassist. Pasi Koskinen schied kurz zuvor aus der Gruppe. Für Shape of Despair fungierten derartige kleine Veröffentlichungen als Lebenszeichen zwischen langen Ruhephasen. Salomaa erläuterte Rückblickend, dass das Stück nur bedingt als vollwertiger Teil der Diskografie der Gruppe betrachtet werden kann. Die Band befasste sich zum Zeitpunkt der Veröffentlichung damit mit Henri Koivula als neuen Sänger, nach der einvernehmlichen Trennung von Pasi Koskinen zu proben und spielte noch keine neue Musik ein.
Before the Rain hingegen hatten kurz zuvor das Album Frail veröffentlicht. Somewhere Not There entstand im gleichen Zeitraum und in der gleichen Bandkonstellation wie dies Album. Die Besetzung der Gruppe um den Keyboarder und Gitarrist Valter Cunha bestand aus dem Bassisten Pedro Daniel, dem Sänger Gary Griffith, dem Schlagzeuger Joaquim Aires und dem Gitarristen Carlos Monteiro. Trotz der Ankündigung weiterer Veröffentlichungen blieb Shape of Despair / Before the Rain die vorerst letzte Veröffentlichung von Before the Rain.

## Albuminformationen
Shape of Despair / Before the Rain wurde am 30. Juni 2011 mit zwei Stücken und einer Spielzeit von 13:39 Minuten durch Avantgarde Music als 7"-LP veröffentlicht. Die EP erfuhr mit ihrer Veröffentlichung international keine Aufmerksamkeit. Auch in nachkommenden Darstellungen der beiden beteiligten Gruppen durch Genre-Enzyklopädisten wie Stefano Cavanna und Aleksey Evdokimov erfuhr die Split-EP keine besondere Aufmerksamkeit. Für Shape of Despair wurde die EP als Übergang wahrgenommen, für Before the Rain hingegen als letztes Veröffentlichung vor der langen Ruhephase. Urteile über die Qualität der Musik blieben dabei aus.
Shape of Despair präsentieren mit Estrella ein Stück ohne Growling, das über den atmosphärischen Stil der Gruppe sich dem Atmospheric Doom annähert. Before the Rain spielen mit Somwhere not There Musik die dem Death Doom des im gleichen Jahr veröffentlichten Album entspricht.

## Titelliste
1. Shape of Despair: Estrella: 06:48
2. Before the Rain: Somwhere not There: 6:51